# Carn Euny

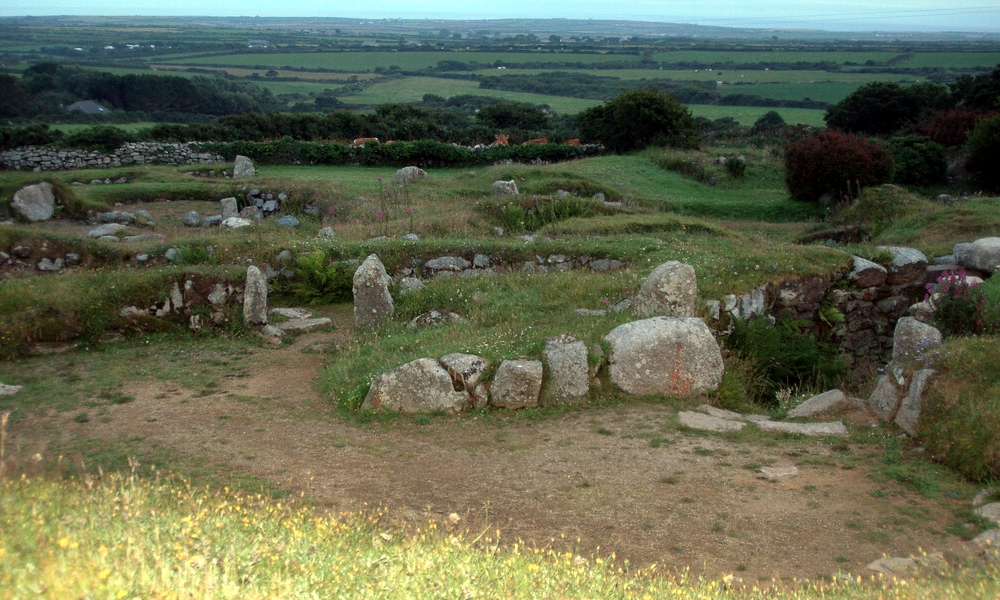
Carn Euny in Penwith

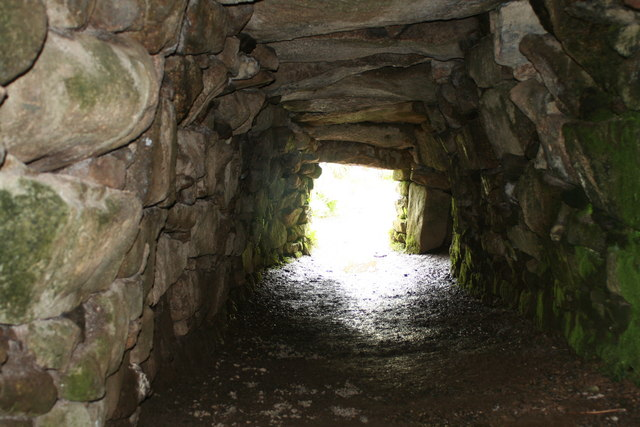
Carn Euny

Carn Euny ist eine etwa 2000 Jahre alte Siedlung aus der Eisenzeit, die zwischen 500 v. Chr. und 400 n. Chr. bewohnt war, und befindet sich in der Grafschaft Cornwall in England.

## Lage
Carn Euny liegt in Südwest-Cornwall südlich von Penzance nahe der Ortschaft Sancreed. Die Ausgrabungsstätte kann jederzeit betreten werden und der Zutritt ist kostenlos. Parkmöglichkeiten findet man im 600 m entfernten Ort Brane. Weitere eisenzeitliche Siedlungen in der Nähe sind Chysauster und Chûn Castle.
In der Umgebung findet man folgende Megalithanlagen:
- Boskednan
- Boscawen-ûn
- Chûn Quoit
- Lanyon Quoit
- Mên-an-Tol
- Merry Maidens
- Mulfra Quoit
- Tregeseal
- Tregiffian
- Zennor Quoit

## Aufbau

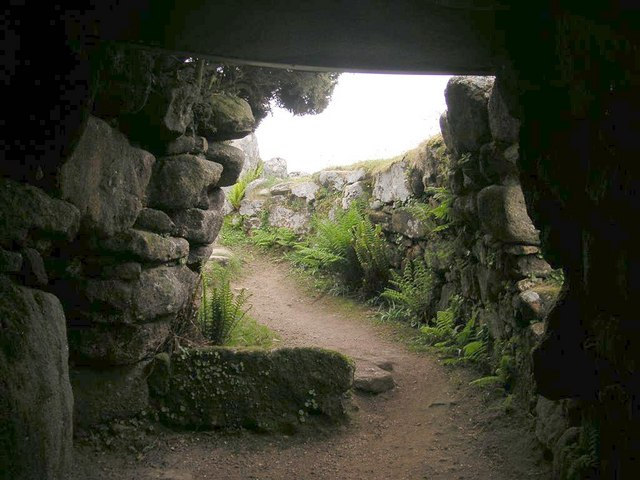
Blick aus dem Fogou

In Carn Euny konnten Spuren menschlicher Aktivitäten bereits aus dem frühen Neolithikum nachgewiesen werden. Die erste Besiedlung mit Holzhütten erfolgte ca. 200 v. Chr. Im ersten Jahrhundert v. Chr. wurden diese durch Steinhütten ersetzt, deren Reste noch sichtbar sind. Die Menschen in Carn Euny lebten in dieser Zeit von Ackerbau, Viehhaltung, Handel und vielleicht auch Zinnbergbau. Die bedeutendste Struktur der Ausgrabungsstätte ist zweifellos der Fogou (kornisch für Höhle), ein künstlich angelegter unterirdischer Gang, der mit massiven Steinplatten abgedeckt ist. Sein Zweck ist ungeklärt. Der Fogou von Carn Euny ist besonders gut erhalten und besteht aus einem über 20 m langen Gang, einem Seitengang, der zu einer runden steingefassten Kammer führt, deren Decke eingestürzt ist, und einem kleinen Tunnel, der möglicherweise einen Zweitzugang darstellt. Daneben gab es auch Häuser mit umbauten Innenhöfen.

## Forschungsgeschichte

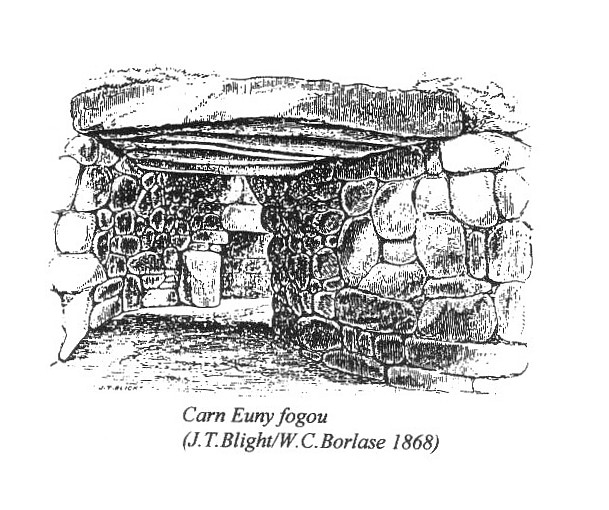
Radierung von John Thomas Blight 1868

Die Anlage wurde im frühen 19. Jahrhundert bei der Suche nach Zinnvorkommen entdeckt. Zwischen 1863 und 1868 untersuchte der Prähistoriker William Copeland Borlase die Stätte archäologisch und ließ den Fogou freilegen. Der Grafiker John Thomas Blight fertigte für den Ausgrabungsbericht entsprechende Radierungen an. Während der 1920er Jahre entdeckten Dr. Favell und Canon Taylor erstmals die Grundmauern von Häusern mit Innenhöfen. Zwischen 1964 und 1972 wurden umfangreiche Ausgrabungen durchgeführt, bei denen man neun Hüttenfundamente entdeckte. Der Fogou und die runde Kammer wurden untersucht und restauriert. Vier wesentliche Besiedlungsphasen zwischen dem 5. Jahrhundert v. Chr. und dem 4. Jahrhundert n. Chr. konnten nachgewiesen werden.